# Missinipe (Saskatchewan)
Missinipe je osada ve střední části severního Saskatchewanu. Nachází se 80 km (50 mil) severně od La Ronge, na západním břehu Vydřího jezera. Mají tu několik hydroplánových služeb, vodácké a rybářské fishing outfitters. Missinipe je hlavním přístupovým bodem k řece Churchill. Další sídlisko na sever je Southend, 142 km severně – na jižním konci jezera Reindeer Lake. Provinční tábořiště se nacházejí 5 km na sever u peřejí řeky Churchill, Otter Rapids, 7 km na sever je provinční rekreační místo Devil Lake, a další je 1,5 km na jih. Všechna místa patří do chráněné oblasti Lac La Ronge Provincial Park. Dvě z obecních ulic jsou součástí místního RV parku, čili autokempinku. Jeden z místních čtyř autokempinků se nachází přímo v provinčním parku. V obci se nalézá obchod smíšeným zbožím, turistické chatky a další ubytovací kapacity. Těžištěm zájmu obecní ekonomiky je turismus a cestování po divočině. Do obce se lze dostat po silnici nižší třídy Highway 102.
Missinipe je pojmenování vzniklé v kríjském nářečí kmene Woodland Cree pro řeku Churchill.